# Лејк Самнер (Њу Мексико)
Лејк Самнер (енгл. Lake Sumner) насељено је место без административног статуса у америчкој савезној држави Њу Мексико.

## Демографија
По попису из 2010. године број становника је 143, што је 57 (66,3%) становника више него 2000. године.
| Група             | 2000.      | 2010.       |
| Белци             | 67 (77,9%) | 102 (71,3%) |
| Афроамериканци    | 0 (0,0%)   | 0 (0,0%)    |
| Азијати           | 1 (1,2%)   | 1 (0,7%)    |
| Хиспаноамериканци | 15 (17,4%) | 36 (25,2%)  |
| Укупно            | 86         | 143         |